# Mario Carlini
Mario Carlini (Quercianella, 31 marzo 1943 – Fonte Nuova, 13 gennaio 2022) è stato un costumista e scenografo italiano.

## Biografia
Dopo aver abbandonato gli studi di giurisprudenza a Pisa si iscrive all'Accademia di costume e di moda di Roma divenendo assistente di Dario Cecchi in vari film. 
Debutta quindi come costumista in Marcia trionfale di Marco Bellocchio.  Dal 2001 è vice presidente dell'Accademia di costume e di moda di Roma. Ha lavorato sia nell'ambito del cinema sia in teatro e televisione. Ha ricevuto varie nomination al David di Donatello nel 1982, 1984, 2003 e 2009 oltre a ricevere altri premi e nomination ai APEX Awards e ai Premio KINEO Diamanti. Alla fine della carriera collabora ripetutamente con Pupi Avati.

## Filmografia

### Cinema
- Boccaccio, regia di Bruno Corbucci (1972)
- Il prode Anselmo e il suo scudiero, regia di Bruno Corbucci (1972)
- Marcia trionfale, regia di Marco Bellocchio (1975)
- Il corsaro nero, regia di Sergio Sollima (1976)
- Le braghe del padrone, regia di Flavio Mogherini (1978)
- Il ladrone, regia di Pasquale Festa Campanile (1980)
- Qua la mano, regia di Pasquale Festa Campanile (1980)
- Culo e camicia, regia di Pasquale Festa Campanile (1981)
- Miracoloni, regia di Francesco Massaro (1981)
- Più bello di così si muore, regia di Pasquale Festa Campanile (1982)
- Sahara, regia di Andrew V. McLaglen (1983)
- Il petomane, regia di Pasquale Festa Campanile (1983)[4]
- Guts and glory, regia di Ron Taylor (1984)
- Uno scandalo perbene, regia di Pasquale Festa Campanile (1984)
- Sotto il vestito niente, regia di Carlo Vanzina (1985)
- Fracchia contro Dracula, regia di Neri Parenti (1985)[5]
- Casablanca Express, regia di Sergio Martino (1989)
- Cronaca di un amore violato, regia di Giacomo Battiato (1994) (non accreditato)
- Li chiamarono... briganti!, regia di Pasquale Squitieri (1999)
- Mirka, regia di Rachid Benhadj (2000)[6]
- Il cuore altrove, regia di Pupi Avati (2003)
- Il papà di Giovanna, regia di Pupi Avati (2008)

### Televisione (parziale)
- Gamma, regia di Salvatore Nocita (1975)
- Alto tradimento, regia di Walter Licastro (1977)
- Giacinta, regia di Gian Luigi Calderone (1979)
- Fermate il colpevole - serie TV (1979-1980) - arredamento e costumi
- Pas d'oubli dans mon coeur, regia di Luciano Arancio (1984)
- Nessuno torna indietro, regia di Franco Giraldi (1986)
- Dagli Appennini alle Ande, regia di Pino Passalacqua (1990)
- Accipicchia ci hanno rubato la lingua, regia di Corrado Veneziano (2008)

### Pubblicità (parziale)
- Serie pubblicitaria per Carosello per il detersivo per bucato Nuovo All con testimonial Ugo Pagliai ispirata allo sceneggiato televisivo Il segno del comando (1971) [7]

## Opere
- Mario Carlini, Amici al caffè, 1990, Edizioni di storia e letteratura pag. 196